# Jan I z Jerozolimy
Jan I z Jerozolimy – siódmy biskup Jerozolimy. Sprawował urząd od 117 r.; data zakończenia jego urzędowania nie jest znana.